# Markus Fiedler (Fußballtrainer)
Markus Fiedler (* 6. Februar 1986 in Leonberg) ist ein deutscher Fußballtrainer.

## Leben
Fiedler spielte für den TSV Eltingen in der Landesliga Württemberg und wurde dort 2006 auch Jugendtrainer. Als er sein Lehramtsstudium an der Pädagogischen Hochschule Ludwigsburg begann, entschied Fiedler sich dazu, seine Ambitionen als Fußballspieler aufzugeben und sich sportlich auf seine Trainer-Laufbahn zu konzentrieren. Zum Beginn der Saison 2011/12 übernahm er beim SGV Freiberg zunächst die U17-Mannschaft, die zuvor in die B-Junioren-Bundesliga aufgestiegen war. In derselben Saison wurde er Co-Trainer der ersten Mannschaft des SGV. In der Spielzeit 2012/13 trainierte Fiedler in Freiberg die U19-Mannschaft. Danach war er in der Saison 2014/15 bei der TSG 1899 Hoffenheim bei den B-Junioren Co-Trainer.
Im Sommer 2015 wechselte Fiedler als Jugendtrainer zum VfB Stuttgart. 2020 übernahm er dort die U17-Mannschaft. In der Saison 2021/22 schaffte Fiedler es mit den B-Junioren des VfB in der Staffel Süd/Südwest, als erste Mannschaft in der U17-Bundesliga-Geschichte in der regulären Saison ungeschlagen zu bleiben, bevor das Team im Endspiel der Endrunde das Finale im Elfmeterschießen verloren hatte.
Fiedler übernahm zur Saison 2023/24 die zweite Mannschaft und erreichte am Ende seiner ersten Spielzeit als Cheftrainer in der Regionalliga Südwest mit der Meisterschaft den Aufstieg in die 3. Liga. In der Saison 2024/25 gelang daraufhin der Klassenerhalt.
Zur Saison 2025/26 wechselte Fiedler in die 2. Bundesliga zum 1. FC Magdeburg, bei dem er die Nachfolge von Christian Titz antrat.

## Titel
- Meister der Regionalliga Südwest und Aufstieg in die 3. Liga: 2024 (VfB Stuttgart II)
- Meister der B-Junioren-Bundesliga Süd/Südwest: 2022 (VfB Stuttgart)